# いまなにしてる?
『いまなにしてる?』は、2019年（令和元年）7月5日より2022年（令和4年）9月30日まで北海道放送（HBCテレビ）にて金曜未明（木曜深夜）に放送されていた情報番組である。

## 概要
『スーパーアニメイズム』枠確保により打ち切りを余儀なくされた『さつログ』の後継番組として放送開始。番組コンセプトは「今夜もお休み前にほっこりした時間をお届けします」。合言葉は「いまなにしてる?」で、番組初期のオープニングでは東がタイトルコールを行っていた。
自称、札幌市中央区で一番ゆるく自由に制作されている番組。HBC内では出演者・アナウンサー・プロデューサーの登竜門とされている。
企画としては東李苑が街に出て取材を行う「月イチ特集コーナー」などがある。

## 出演者
- 東李苑（OFFICE CUE）
- 大田黒ヒロタカ（36号線、太田プロ札幌）
- 大竹彩加（HBCアナウンサー）（2021年10月 - 2022年9月）
- スクランブル（札幌吉本）（2021年4月 - 2022年9月）

### 過去の出演者
- 日下怜奈（HBCアナウンサー）（2019年7月 - 2021年10月）

## 番組エピソード
- 2019年7月5日 パジャマの衣装にベットのスタジオセットで放送開始。
- 2019年10月4日 世界陸上ドーハ大会中継（3日22:00 - 翌5:00）の為放送休止。
- 2020年4月16日 大田黒ヒロタカと東李苑が日下怜奈アナウンサーの誕生日ドッキリを仕掛け成功。日下怜奈アナウンサーが大号泣する[3]。
- 2020年10月15日 映画『きみの瞳が問いかけている』（三木孝浩監督）ナビ放送の為休止。新社屋からの放送は翌週の23日開始となった。
- 2020年11月13日 新型コロナウイルス感染症の影響で延期となっていた2020マスターズゴルフが12日23:56から中継されていた為、1:25 - 1:56に繰り下げ放送[4]。
- 2020年12月24日 クリスマスイヴの深夜に初の生放送。
- 2021年7月22日 100回放送記念にルスツリゾートで「真顔チャレンジ」企画を3週にわたり放送。
- 2021年9月30日 日下怜奈アナウンサーが番組を卒業。
- 2021年10月7日 大竹彩加アナウンサーがレギュラー出演者に加わる[5]。
- 2022年3月3日 番組内のクイズコーナーでプロバレーボールチーム「ヴォレアス北海道」の名前を出演者が全員間違える。後日、比布町の練習場に出向きヴォレアス北海道に直接謝罪することに。
- 2022年9月30日 東李苑の所属事務所退所に伴い3年3ヵ月の放送に幕を閉じる[6]。東も出演していた『ブラキタ』の派生番組となる『夜のブラキタ』が当該枠における後継番組となる。